# Gästprofessuren till Torgny Segerstedts minne
Gästprofessuren till Torgny Segerstedts minne  inrättades 2003 vid Göteborgs universitet av Stiftelsen Torgny Segerstedts Minne. Professuren är ettårig och har olika tema varje kalenderår eller läsår. Syftet är att främja tvärvetenskaplig forskning med syfte att stärka grundläggande demokratiska värden såsom tankefrihet, åsiktsfrihet, yttrandefrihet och religionsfrihet. Professuren är inte knuten till någon viss fakultet utan alternerar.

## Innehavare av professuren samt tema
- 2003 – Asbjörn Eide – Fred och mänskliga rättigheter[2]
- 2004–2005 – Rhoda Howard Hassmann – Mänskliga rättigheter[2]
- 2006 – Michael Freeman – Minoriteter och mänskliga rättigheter[2]
- 2007–2008 – Brian Palmer – Yttrandefrihet och religion[2]
- 2008–2009 – Jan Eliasson – Globala frågor[2]
- 2010 – Bengt Göransson – Politik, folkbildning och kulturfrågor[2]
- 2011–2012 – Anne Orford – Internationell rätt, mänskliga rättigheter och rättsteori[3]
- 2013 – Ingen professor utsågs[3]
- 2014 – Hans Joas – Synen på våld och värderingsförändringar i samhället[3]
- 2015 – David Altman – Demokrati[3]
- 2016–2017 – Sami Adwan – Pedagikens möjligheter att öka förståelsen mellan grupper i en konfliktsituation[3]
- 2019–2020 – David Schneiderman – Jämförande konstitutionell rätt och internationell investeringsrätt[4]